# 馬丁斯維爾 (伊利諾伊州)
馬丁斯維爾（英語：Martinsville）是一個位於美國伊利諾伊州克拉克縣的城市。

## 地理
馬丁斯維爾的座標為39°20′18″N 87°52′55″W / 39.33833°N 87.88194°W，而該地的平均海拔高度為184米（即604英尺）。

## 人口
根據2010年美國人口普查的數據，馬丁斯維爾的面積為5.40平方千米，當中陸地面積為5.32平方千米，而水域面積為0.08平方千米。當地共有人口1167人，而人口密度為每平方千米216.11人。